# Universidade Federal de Goiás
La Universidade Federal de Goiás (UFG) és una universitat pública que a la ciutat de Goiânia, capital de l'estat de Goiás, Brasil, i és la universitat més gran d'aquest estat.